# André Tshikwej Kazuw a Tshik
André Tshikwej Kazuw a Tshik, né le 8 janvier 1963, décédé le 4 novembre 2014, est un homme politique du Congo-Kinshasa. Il a d’abord travailler comme transitaire et déclarant en douane. Il a été successivement bourgmestre des communes de Rwashi et de la Kenya. Membre de l’UDECO, il a été premier suppléant du ministre des Sports Banza Mukalay Nsungu. Il est élu député à l’Assemblé nationale pour Lubumbashi lors des élections législatives de 2011.